# Winst uit onderneming
In Nederland is de belastbare winst uit onderneming een van de heffingsgrondslagen in box 1 van de Wet inkomstenbelasting 2001. Het gaat hier om de winst die iemand, de zogenoemde ondernemer voor de inkomstenbelasting of  IB-ondernemer, als natuurlijk persoon uit een eenmanszaak, een vennootschap onder firma, maatschap of commanditaire vennootschap geniet. De winst die een BV, NV of andere rechtspersoon geniet valt onder de vennootschapsbelasting. Het loon is dan een aftrekpost voor de winst en valt in box 1, het dividend valt in box 2 of (in de vorm van forfaitair rendement) in box 3.
De belastbare winst uit onderneming wordt berekend door de winst (naar fiscale maatstaven berekend) te verminderen met de ondernemersaftrek en de MKB-winstvrijstelling.
Als activiteiten niet kwalificeren als winst uit onderneming vallen ze onder loon of resultaat uit overige werkzaamheden.. Bij resultaat uit overige werkzaamheden worden inkomsten  belast via het winstsysteem. Een andere mogelijkheid waarvoor men kan kiezen (opting-in) is het loonbelastingsysteem; hierbij houdt de opdrachtgever loonheffing in, maar geen premies voor de werknemersverzekeringen. Men kan bij dit systeem geen kosten verrekenen, maar de opdrachtgever mag wel vergoedingen verstrekken.

## De onderneming, de ondernemer en het urencriterium
Een onderneming kan volgens advocaat-generaal Kalmthout gezien worden als:
'De organisatie, die erop is gericht met behulp van arbeid en veelal van kapitaal deel te nemen aan het maatschappelijk productieproces met het oogmerk om winst te behalen'. Er is geen duidelijke afbakening tussen winst uit onderneming en resultaat uit overige werkzaamheden, en dit kan dan ook discussie opleveren met de fiscus. Criteria voor onderscheid kunnen onder andere de duurzaamheid van de werkzaamheden, het ondernemersrisico en de grootte van de investeringen zijn.
Voordat beoordeeld kan worden of er sprake is van winst uit onderneming dient eerst nagegaan worden of er sprake is van een bron van inkomen. Zie ook de criteria voor ondernemerschap in de inkomstenbelasting. Voordeel vergeleken met resultaat uit overige werkzaamheden is de MKB-winstvrijstelling en de stakingsaftrek. Als aan het urencriterium is voldaan gelden aanvullende voordelen: de fiscale oudedagsreserve en de overige onderdelen van de ondernemersaftrek.

## De fiscale winst
De fiscale winst kan afwijken van de commerciële winst. In de Wet inkomstenbelasting 2001 zijn er twee winstbegrippen, namelijk de totaalwinst (zonder dat de wet die term gebruikt) en de jaarwinst.

### Totaalwinst
De totaalwinst die men met de onderneming behaalt is volgens artikel 3.8 van de Wet inkomstenbelasting 2001; ' het bedrag van de gezamenlijke voordelen die, onder welke naam en in welke vorm ook, worden verkregen uit een onderneming '. Strikt gezegd is dit dus opbrengsten minus kosten over de gehele looptijd van de onderneming. Aangezien de winst uit onderneming per jaar wordt belast dient de totaalwinst in parten opgedeeld worden. Deze parten worden fiscaal boekjaren genoemd.

### Jaarwinst
In artikel 3.25 Wet inkomstenbelasting 2001 is bepaald dat de jaarwinst wordt bepaald volgens goed koopmansgebruik. Het fiscale winstbegrip kan zowel positief als negatief zijn. In het tweede geval wordt dit een 'negatieve winst' genoemd en geen verlies. Van het begrip goed koopmansgebruik is geen definitie in de wet opgenomen. Wat goed koopmansgebruik inhoudt is/wordt voornamelijk bepaald door jurisprudentie en wat in de tijdsopvatting in het dagelijks verkeer als gebruikelijk wordt aanvaard. 
Twee methoden voor het bepalen van de jaarwinst, die hetzelfde resultaat opleveren, zijn:
- Inkomsten, verminderd met kosten.
- Vermogensvergelijking: de toename van het ondernemingsvermogen, met correcties voor onder meer stortingen en onttrekkingen, belasting over de winst, en niet of slechts gedeeltelijk aftrekbare kosten.

De wetgever heeft richtlijnen gegeven hoe de winst bepaald moet worden, en soms de winst uitgebreid of beperkt. Hieronder volgt een overzicht van de grootste dan wel meest voorkomende punten.

### Zakelijkheid
Alleen kosten die gemaakt worden voor het drijven van één of meerdere ondernemingen mogen ten laste van de winst worden gebracht. Dit worden zakelijke kosten genoemd. Naast uitgaven die geheel een zakelijk of geheel een privé karakter hebben zijn er ook uitgaven die deels een zakelijk en deels een privé karakter hebben. Is dit het geval dan moet de ondernemer het zakelijke deel bepalen. Het zakelijk deel mag ten laste van de winst gebracht en het privé deel niet.
Twee vormen van privégebruik staan in de wet genoemd, namelijk privégebruik auto en privégebruik woning.
Indien de onderneming een woning of auto in op de balans heeft geactiveerd en de ondernemer woont in deze woning of rijdt in deze auto, moet onder bepaalde voorwaarden een bijtelling bij de winst plaatsvinden. Dit gebeurt omdat de ondernemer een voordeel verkrijgt omdat hij alle kosten met betrekking tot de woning of auto mag aftrekken, maar er zelf wel genot van ervaart. In plaats van het werkelijk privégebruik is uitgegaan van een forfaitair percentage.
Bij een woning bedraagt de bijtelling een percentage van de Woz-waarde, en bij een auto bedraagt de bijtelling een percentage (25%, met uitzondering van 'schone' of oude auto's) van de cataloguswaarde van de auto. De cataloguswaarde is de waarde inclusief de omzetbelasting en bpm (belasting van personenauto's en motorrijwielen).

### Beperkingen van aftrekbare kosten of bijtellingen bij de winst
Kostenbeperkingen:
Bepaalde uitgaven mogen niet als kosten worden opgenomen in de winstberekening. Dit zijn ten eerste bepaalde algemene kosten zoals bijvoorbeeld boetes, kosten van wapens en munitie of reeds betaalde belasting. Ten tweede zijn dit ook kosten die van zulke persoonlijke aard van de ondernemer zijn dat zij niet in de winstberekening thuishoren. Hierbij kan men denken aan kleding, persoonlijke verzorging, telefoonaansluiting in de woonruimte of literatuur (niet zijnde vakliteratuur).
Daarnaast zijn er bepaalde kosten die beperkt aftrekbaar zijn. Dit zijn onder andere voedsel, drank, representatiekosten, congressen, symposia of studiereizen. Hierbij mag men kiezen: of men mag de kosten pas aftrekken voor zover zij meer bedragen dan 4.300 euro, of men mag 73,5% aftrekken. Met betrekking tot autokosten mag men voor een privéauto (dus geen 'auto op de zaak') 19 cent per kilometer als kosten in aanmerking nemen. Kosten van parkeren, brandstof, tankpas en onderhoud vallen allemaal onder deze vergoeding van 19 cent en mogen niet daarnaast nog afgetrokken worden.

### Afschrijvingen
Indien een ondernemer een goed koopt dat meerdere productieprocessen meegaat en gebruikt wordt voor het drijven van de onderneming spreekt men van een bedrijfsmiddel. Men moet het goed activeren op de balans als de waarde hiervan meer dan 450 euro bedraagt. Over deze waarde minus de restwaarde mag vervolgens worden afgeschreven. Op bedrijfsmiddelen dient in principe in minimaal 5 jaar afgeschreven te worden en goodwill dient men in minimaal 10 jaar af te schrijven. Op gebouwen mag men slechts afschrijven tot op 50 percent van de Woz-waarde( en ook in minimaal 5 jaar), of indien men de gebouwen als belegging aanhoudt tot op 100 percent van de WOZ-waarde.

### Investeringsaftrek
Indien een ondernemer een bedrijfsmiddel investeert mag een bepaald bedrag van deze investering op de winst in mindering gebracht worden. Dit heet de Kleinschaligheidsinvesteringsaftrek. Naast kleinschaligheidsinvesterinsaftrek bestaat er ook nog de energie-investeringsaftrek en milieu-investeringsaftrek.

### Desinvesteringsbijtelling
De tegenhanger van de investeringsaftrek is de desinvesteringsbijtelling. Deze bijtelling verhoogt de winst uit onderneming. Desinvesteringsbijtelling vindt plaats indien een bedrijfsmiddel wordt vervreemd binnen vijf jaar na het begin van het kalenderjaar waarin de investering heeft plaatsgevonden op het bedrijfsmiddel waarop investeringsaftrek is genoten. De desinvesteringsbijtelling is alleen van toepassing op desinvesteringen die een overdrachtsprijs hebben van meer dan 2.200 euro. Het percentage van de desinvesteringsbijtelling is gelijk aan het percentage van de destijds genoten investeringsaftrek.

## Fiscale reserves
In plaats van een bedrag toe te rekenen aan de winst kan het in sommige gevallen 'gereserveerd' worden. Men neemt het bedrag dan op op de balans, en in een later jaar neemt het bedrag op de balans af en wordt eenzelfde bedrag in de winst opgenomen. In principe wordt dus een deel van de winst geparkeerd en in een ander jaar genoten. Er mogen slechts drie bepaalde reserves in acht genomen worden:
De kostenegalisatiereserve: Deze reserve poogt kosten zo goed mogelijk te laten aansluiten met de bedrijfsvoering. Indien men weet dat iedere 3 jaar het gehele pand geverfd dient te worden, is het mogelijk om twee jaar lang ⅓ van de geschatte kosten op te nemen als reservering en dan in jaar 3 deze reserve te laten 'vrijvallen' in de winst. Als men in jaar 3 dan daadwerkelijk de uitgave doet, wordt per saldo niet het gehele bedrag in aanmerking genomen, maar in elk van de drie jaar ⅓.
De herinvesteringsreserve: Men mag een reserve vormen ter grootte van de boekwinst van de verkoop van een activum, indien men van plan is in eenzelfde soort activum te investeren. Bij de aanschaf van het activum boekt men dan de reserve af van de aankoopprijs bij het activeren op de balans.
De fiscale oudedagsreserve: Deze reserve staat de ondernemer fiscaal gunstig te sparen voor zijn oudedag. Hij mag een bedrag van de winst aftrekken en reserveren, om hier in de toekomst een lijfrente van te kopen.

## Toekomst
Het kabinet onderzoekt de mogelijkheden van een winstbox: een aparte box voor winst. Daarbij worden fiscale faciliteiten omgezet in een lager en meer proportioneel tarief voor ondernemers.